# Campylium campylophylloides
Campylium campylophylloides är en bladmossart som beskrevs av Nishimura 1985. Campylium campylophylloides ingår i släktet spärrmossor, och familjen Amblystegiaceae. Inga underarter finns listade i Catalogue of Life.